# Басейн Мумбай
Басейн Мумбай — нафтогазоносний басейн у Аравійському морі на західному шельфі Індії, до якого належать найбільші родовища країни.

## Геологічна характеристика
Геологічні події, що призвели до виникнення басейну, почались у крейдяному періоді із відокремлення Індостанської плити від Мадагаскару. Це, зокрема, супроводжувалось виникненням зони рифтогенезу у тій частині зазначеної плити, де наразі знаходиться центральна частина західного узбережжя Індії. В палеоцені на тлі продовження рифтогенезу почалось проникнення моря у рифт, яке в нижньому еоцені доповнилось трансгресією. Як наслідок у дельтових та мілководно-морських умовах сформувались відклади багатої на органічний матеріал сланцевої формації Панна, що розглядається як головна нафтогазоматеринська формація басейну. Що стосується рифтогенезу, то він у підсумку затухнув та не призвід до розколу Індостанської плити (яка у еоцені зіткнулась з Євразією).
Основні запаси нафти та газу басейну Мумбай пов'язані із карбонатними формаціями, які формувались в умовах морського мілководдя під час кількох трансгресій, а саме:
- Бассеін (виникла в середньому еоцені та має товщину до 250 метрів);
- Мукта (відноситься до нижнього олігоцену);
- Бомбей (сформувалась у нижньому міоцені).
Видобуток нафти також ведеться зі згаданої вище як материнська формації Панна та тріщинуватих докембрійських порід фундаменту. Поклади вільного газу окрім формації Бассеін виявлені у Мукта, пісковиковій формації Махім (нижній міоцен, припливно-відпливні та естуарійні відклади в умовах морського мілководдя у північній частині басейну) та карбонатній формації Бандра (середній міоцен, південна частина басейну). Загальна товщина осадових відкладів басейну Мумбай коливається від 1 км до 5 км.
В межах басейну виділяють декілька блоків (суббасейнів), як то Сурат (також відомий як блок Тапті-Даман або депресія Сурат), Мумбай, Хеєра-Бассеін, Ратнагірі та інші.
Можливо також відзначити, що північним продовженням басейну Мумбай є Камбейський басейн, який займає верхню частину колишнього рифту.

## Родовища басейну
Розвідка басейну почалась із придбанням індійською державною Oil and Natural Gas Commission (з 1993-го Oil and Natural Gas Corporation зі збереженням тіє ї ж абревіатури ONGC) бурової установки «Sagar Samrat», яка узялась за розвідувальну кампанію та вже другою свердловиною виявила родовище Мумбай-Хай, що станом на початок 2020-х залишається найбільшим індійським нафтовим родовищем.
В 1976-му відкрили родовище Бассеін, яке наразі залишається найбільшим газовим родовищем в історії Індії. Іншими великими відкриттями стали нафтові родовища Хеєра (виявлене у 1977-му) та Ніілам.
Всього в межах басейну виявлені численні родовищ, зокрема, нафтові Панна (1976), Мукта (1981), D-1, газові Південне Тапті (1979), Середнє Тапті, Північне Тапті (1979/1983), нафтові та газові родовища кластеру B-193.

## Інфраструктура басейну
Видача рідких вуглеводнів, які видобуті на родовищах басейну Мумбай, відбувається за допомогою нафтопроводів Мумбай-Хай — Уран та Мумбай-Хай — Хеєра — Уран.
Транспортування блакитного палива на берегові газопереробні заводи здійснюють система Бассеін – Хазіра та газопроводи Мумбай-Хай – Уран і Мумбай-Хай – Хеєра – Уран.
Оскільки більшість басейну знаходиться в районі з невеликими (кілька десятків метрів) глибинами, облаштування родовищ відбувається з використанням стаціонарних споруд. При цьому станом на 1 січня 2010-го на Мумбай-Хай, Хеєра та Ніілам було встановлено 113, 19 та 13 платформ відповідно. На Панна станом на початок 2010-х було змонтовано 14 платформ.